# Hans Van de Cauter
Hans Van de Cauter (Brussel, 11 januari 1973) is partijvoorzitter van de Belgische Unie - Union Belge (B.U.B.). 

## Biografie

### Advocaat
Van de Cauter groeide op in Laken en behaalde in 1993 zijn kandidatuur (bachelor) in de rechten in de Nederlandstalige Katholieke Universiteit Brussel (nu Katholieke Universiteit Leuven Campus Brussel) en in 1996 zijn licentie (master) aan de Franstalige Université catholique de Louvain in Louvain-la-Neuve. Hij werd advocaat met specialisatie in handelsrecht en vastgoedrecht. Hij volgde tijdens zijn activiteiten als advocaat specialisaties in handelsrecht aan de ULB en in vastgoedrecht aan de Solvay Business School. 
Hij is auteur van een aantal boeken over vastgoedrecht.

### Politicus
In 2001 werd hij lid van de politieke partij Vivant. Omdat deze partij niet tegemoet kwam aan zijn Belgicistische overtuiging stichtte hij in 2002 de politieke partij Belgische Unie - Union Belge (B.U.B.), waarvan hij voorzitter werd. Sinds 2003 neemt deze partij deel aan alle nationale en regionale verkiezingen, telkens wisselend in meerdere provincies, maar haalde nooit de kiesdrempel.  
Voor deze partij was hij in 2007 en 2010 lijsttrekker voor de Kamer van Volksvertegenwoordigers voor de kieskring Brussel-Halle-Vilvoorde en in 2024 lijsttrekker van de provincie Vlaams-Brabant, maar hij werd niet verkozen. Hij werd als lijsttrekker uitgenodigd op een debat met andere partijen op de RTBF. Hij haalde in 2018 een zetel in de gemeenteraad van Ukkel op de liberale scheurlijst Vooruit-En Avant! 

#### Standpunten
Van de Cauter verzet zich tegen het federale België en de plannen voor confederalisme van de NVA en wil België terug als een unitaire staat op basis van de negen provincies. Hiermee wil hij alle hervormingen uit de voorbije decennia zonder meer terugdraaien. De taalwetten blijven behouden. Hij pleit voor algemene tweetaligheid (Nederlands en Frans) via tweetalige scholen of verplicht onderwijs van de andere taal. Hij ziet het Duits als een regionale taal en niet als een nationale taal, maar moedigt de kennis en het gebruik ervan aan in zijn visie over het tweetalige België en voorziet een staatssecretaris voor de Duitstalige cultuur in de unitaire regering. In 2021 publiceerde hij het boek "Voor een nieuw en unitair België".
Als partijvoorzitter van een kleine partij strijdt hij tegen het tekort aan media-aandacht en kaart hij de moeilijkheden aan die kleine partijen ondervinden bij verkiezingen.
  

Van de Cauter weigert zichzelf Vlaming te noemen, maar noemt zich Brabander, naar de opgesplitste provincie Brabant die hij terug wil samenvoegen. Hij is een overtuigd royalist.